# 急制動
急制動（きゅうせいどう）は、交通機関における減速種別のひとつ。対義語は緩制動。転じて、急制動を得るためのブレーキ操作自体を指す場合がある。ブレーキ操作を指す場合は、減速のみならず停止までを含む場合がある。本項ではブレーキ操作である急制動について述べる。

## 鉄道車両における急制動
非常ブレーキ、鉄道には緊急列車停止装置(EB装置)または、運転中に運転手自身に支障がある場合に作動
する、デッドマン装置がある。また鉄道車両を日本国内で製造・使用する場合、別途安全を確保する手段がある場合を除き、ブレーキ装置は600メートル条項をクリアする必要がある。

## 船舶における急制動
船舶の急制動は、プロペラを逆回転させるかプロペラのピッチを逆にすることで行う。しかしながら停止までには時間も距離もかかり、タンカーに至っては数キロメートルかかる。

## 自動車やオートバイにおける急制動
急ブレーキ、短制動等とも呼ばれる。自動車等を運転中に事故を回避する目的で緊急時にとる手段のことである。短距離で安全に停止できることが要求される。また、運転免許を取得する時には教習課題に含まれており、特に自動二輪車の場合には、検定課題にも含まれている。

### 検定課題としての急制動
自動二輪車の卒業検定の課題として実施されている。
指示速度
普通自動二輪（小型限定）：30 km/h以上
普通自動二輪、大型自動二輪：40 km/h以上
制動距離
普通自動二輪（小型限定）：乾燥時8 m以内、湿潤時11 m以内
普通自動二輪、大型自動二輪：乾燥時11 m以内、湿潤時14 m以内
手順
- 開始地点から発進後、指示速度以上に加速する。制動開始地点前までには指定速度を超えておき、エンジンブレーキをかけながら開始地点を通過すると止めやすい。また、車体のブレをなくすためにもニーグリップをきちんとする。
- 制動開始地点に前輪が達したら、前・後輪ブレーキ・エンジンブレーキを使用し制動を開始、ロックさせないよう一気にかけず徐々に強くかける。特に前ブレーキをロックさせると転倒の危険があるため注意する。
  - MT車はブレーキすることにより荷重が前へ移動するため後輪ブレーキが簡単にロックしやすくなるので注意する。
  - AT車は構造上後軸の方が重量が重く、リアタイヤのグリップがMT車よりも強いため均等の強さでブレーキをかけて止める。

- MT車の場合は停止する寸前までクラッチを切らない。ただし、切らないままエンストして停止しても減点対象とはならない。
- 指示速度不足、制動開始地点到達前に制動開始した場合には、点数が残っていればやり直しが1度だけ認められる。
  - やり直すために再度開始地点に戻るまでの走行も通常の採点対象となるため注意する。

- 課題終了後、右後方目視（必要な場合はウィンカーの合図）をしてから発進する。

検定中止項目
転倒、規定制動距離超過、指示速度不足（2回連続）
減点項目
指示速度不足、制動開始地点到達前で制動開始、ブレーキロック、いずれかのブレーキしか使用していない、課題終了後の発進時のエンストなど